# هاولانگ
هاولانگ (به انگلیسی: Howlong) یک شهرک در استرالیا است که در نیو ساوت ولز واقع شده‌است.